# Nicolette Larson
Nicolette Larson (Helena, 17 de julho de 1952 – Los Angeles, 16 de dezembro de 1997) foi uma cantora americana mais conhecida por sua versão da canção de Neil Young "Lotta Love", em 1978. Esta canção, seu single de estreia, foi número 1 na Hot Adult Contemporary Tracks e obteve a 8ª posição na lista pop daquele ano. Sucederam-se mais quatro sucessos nessa categoria, dois dos quais obtiveram algum resultado nas paradas pop. Em 1985, ela mudou o foco de sua carreira para a música country, atingindo seis vezes as paradas de Hot Country Singles (hoje Hot Country Songs). Seu único sucesso no Top 40 Country foi "That's How You Know When Love's Right", um dueto com Steve Wariner.

## Início
Nicolette Larson nasceu em Helena, Montana. O emprego de seu pai - no Departamento do Tesouro dos Estados Unidos - exigia mudanças frequentes da família Larson. Ela terminou o ensino médio em Kansas City, Missouri, onde Larson frequentou a University of Missouri por três semestres, trabalhando como garçonete e em empregos de escritório antes de correr atrás da carreira musical sonhada por ela desde a infância, quando cantava junto com o rádio. Larson estabeleceu-se em San Francisco, onde trabalhou numa loja de discos; seu trabalho voluntário na equipe de apoio para o Golden Gate Country Bluegrass Festival trouxe o encorajamento necessário para sua ambição e ela começou a se apresentar em casas noturnas, fazendo sua estreia profissional para Eric Andersen num clube em Vancouver. Em 1975 Larson fez um teste para Hoyt Axton, que estava produzindo para a banda Commander Cody and His Lost Planet Airmen, quando Larson se apresentou com Commander Cody during durante a abertura do espetáculo deles na turnê "Diamonds and Rust" para Joan Baez e teve seu primeiro crédito de gravação no álbum dessa banda em 1975: Tales From the Ozone. Em seguida, ela também fez backing vocals para a banda Commander Cody em 1977 e 1978.
O trabalho de Larson com Emmylou Harris - o álbum Luxury Liner (1977) - levou-a a participar de outros projetos, nos quais encontrou a amiga de Harris, Linda Ronstadt, que também tornou-se amiga de Larson. Na primavera de 1977, Larson estava na casa de Ronstadt, em Malibu quando o vizinho Neil Young ligou, perguntando a Ronstadt se ela poderia recomendar uma cantora, ao que Ronstadt sugeriu Larson, tornando-se a quinta pessoa naquele dia que indicou o nome de Larson a Young. Young depois encontrou Larson, que disse: "Neil tocou todas as canções que tinha composto, por volta de vinte delas. Cantamos as harmonias com ele e ele ficou encantado".
Na semana seguinte Ronstadt e Larson participaram no álbum de Young, American Stars 'n Bars, no rancho dele, em La Honda, as duas foram creditadas no álbum como as Saddlebags e em novembro de 1977, Young convidou Larson para ir a Nashville cantar nas gravações de seu álbum Comes a Time, algo que levou Nicolette Larson a assinar contrato com a Warner Brothers, que tinha ligações com o selo de Young, a Reprise Records.

## 1978-83
Lançado em setembro de 1978, o álbum Nicolette consistiu numa mistura eclética de rock, C&W e R&B. Apesar do lançamento tão tardio do álbum naquele ano, Larson foi aclamada Cantora do Ano de 1978 pela Rolling Stone, que havia dito como ninguém poderia soar daquela forma, como se ela estivesse se divertindo muito durantes as gravações. Nicolette atingiu a 15ª posição na classificação álbuns da Billboard, ajudado pelo sucesso "Lotta Love", uma composição de Neil Young. "Lotta Love" atingiu a 8ª posição na semana de 10 de fevereiro de 1979.
Mas Larson não pôde consolidar o sucesso comercial anunciado por seu álbum de estreia: o segundo single de Nicolette, "Rhumba Girl" não se tornou um sucesso, ficando na 48ª posição e seu segundo álbum, In the Nick of Time, lançado em novembro de 1979, não pôde mostrar a voz de Larson de forma atrativa. Don Shewey na Rolling Stone escreveu o seguinte: "A voz forte de Larson tem um grande apelo - especialmente quando ela atende os gostos de Neil Young e de Steve Goodman (...) mas como solista, seus limitados recursos vocais tornam-se onerados".
Lançado como single principal, "Let Me Go Love" foi apenas um sucesso menor, atingindo a 35ª posição em fevereiro de 1980, ano no qual não se tinha evidenciado totalmente o declínio que viria em 1981 e 1982, com o impacto silenciado dos álbuns Radioland e All Dressed Up and Nowhere to Go, ainda que os dois lançamentos mostrassem Larson em seu melhor.

## 1983-96
O último álbum de Larson ligado à indústria fonográfica foi Shadows of Love, de 1988, gravado pelo selo italiano e produzido por Carlo Stretti e Ernesto Taberelli. Em 1990, Larson participou do Festival di Sanremo em dueto com Grazia Di Michele, na canção "Me and My Father".
O álbum final de Larson foi o autoproduzido Sleep, Baby, Sleep, com música para crianças, lançado pela Sony em 1994.

## Vida pessoal
Ela foi casada com Russ Kunkel de 1990 até a morte. Tiveram uma filha, Elsie May Larson-Kunkel, nascida em 1990.

## Morte
Larson faleceu em 16 de dezembro de 1997 em Los Angeles, Califórnia em consequência de complicações de um edema cerebral desencadeado pela falência do fígado. De acordo com sua amiga, Astrid Young, Larson tinha tido sintomas de depressão e seu ataque fatal "estava em grande parte relacionado ao uso crônico de Valium e de Tylenol".
Seu enterro foi feito em Forest Lawn Memorial Park (Hollywood Hills), em Los Angeles. Um concerto beneficente foi feito em nome de Larson no fevereiro seguinte, assim como concertos em tributo no décimo aniversário de sua morte, em dezembro de 2007 e também no ano seguinte.

## Discografia

### Álbuns
| Ano  | Álbum                                             | Posição | Posição    | Posição | Certificações | Certificações |
| Ano  | Álbum                                             | US      | US Country | CAN     | RIAA          | Music Canada  |
| ---- | ------------------------------------------------- | ------- | ---------- | ------- | ------------- | ------------- |
| 1978 | Nicolette                                         | 15      |            | 1       | Ouro          | Ouro          |
| 1979 | In the Nick of Time                               | 47      |            | 71      |               |               |
| 1979 | Live At The Roxy (promocional)                    |         |            |         |               |               |
| 1981 | Radioland                                         | 62      |            |         |               |               |
| 1982 | All Dressed Up & No Place To Go                   | 75      |            |         |               |               |
| 1985 | ...Say When                                       |         | 48         |         |               |               |
| 1986 | Rose of My Heart                                  |         | 40         |         |               |               |
| 1987 | Shadows of Love                                   |         |            |         |               |               |
| 1994 | Sleep, Baby, Sleep                                |         |            |         |               |               |
| 1999 | The Very Best of Nicolette Larson                 |         |            |         |               |               |
| 2006 | A Tribute to Nicolette Larson: Lotta Love Concert |         |            |         |               |               |
| 2006 | Live At The Roxy (gravado em 1979)                |         |            |         |               |               |

### Singles
| Ano  | Single                                                     | Posição    | Posição | Posição | Posição     | Posição | Posição | Álbum                           |
| Ano  | Single                                                     | US Country | US      | US AC   | CAN Country | CAN     | CAN AC  | Álbum                           |
| ---- | ---------------------------------------------------------- | ---------- | ------- | ------- | ----------- | ------- | ------- | ------------------------------- |
| 1978 | "Lotta Love"                                               |            | 8       | 1       |             | 4       | 1       | Nicolette                       |
| 1979 | "Rhumba Girl"                                              |            | 47      | 38      |             | 15      | 4       | Nicolette                       |
| 1979 | "Give a Little"                                            |            |         | 19      |             |         |         | Nicolette                       |
| 1979 | "Let Me Go, Love"A                                         |            | 35      | 9       |             | 85      | 32      | In the Nick of Time             |
| 1980 | "Dancin' Jones"                                            |            |         |         |             |         |         | In the Nick of Time             |
| 1980 | "Back in My Arms"                                          |            |         |         |             |         |         | In the Nick of Time             |
| 1981 | "Ooo-Eee"                                                  |            | 110     |         |             |         |         | Radioland                       |
| 1981 | "When You Come Around"                                     |            |         |         |             |         |         | Radioland                       |
| 1981 | "Radioland"                                                |            |         |         |             |         |         | Radioland                       |
| 1981 | "Fool Me Again"                                            |            | 105     |         |             |         |         | Arthur (soundtrack)             |
| 1982 | "I Only Want to Be With You"                               |            | 53      | 15      |             |         | 8       | All Dressed Up & No Place To Go |
| 1985 | "Only Love Will Make Love Right"                           | 42         |         |         | 33          |         |         | ...Say When                     |
| 1985 | "When You Get a Little Lonely"                             | 46         |         |         | 41          |         |         | ...Say When                     |
| 1985 | "Building Bridges"                                         | 72         |         |         |             |         |         | ...Say When                     |
| 1986 | "Let Me Be the First"                                      | 63         |         |         |             |         |         | Rose of My Heart                |
| 1986 | "That's How You Know When Love's Right" (w/ Steve Wariner) | 9          |         |         | 9           |         |         | Rose of My Heart                |
| 1986 | "That's More About Love (Than I Wanted to Know)"           | 49         |         |         |             |         |         | Rose of My Heart                |

A Atingiu a 96ª posição na parada de Black Singles